# Animus (Sanctuary – Génrejtek)
Az Animus a Sanctuary – Génrejtek című kanadai sci-fi-fantasy televíziós sorozat harmadik évadjának hatodik epizódja.

## Ismertető
Dr. Magnus és Nikola Tesla a Magnus apjától hátramaradt mini virtuális várost tanulmányozzák. Eközben Will és Henry Oldhambe mennek, ahol farkasember-támadásról szóló híresztelések érkeztek. Nyomra bukkannak a város elmegyógyintézete mellett. Az intézet magánkézben van, hivatalos úton lehetetlen bejutni, így Henry-t Will pácienseként juttatják be.
Tesla egy óvatlan mozdulatától a Menedékben megszűnik minden áramellátás, sem ők nem tudnak kapcsolatot teremteni kint lévő társaikkal, sem társaik velük. Mivel magukra maradtak, Henry az intézetben, Will azon kívül kutat információk után. Henry – aki maga is farkasember – megtudja, hogy az intézet összes lakója és dolgozója is az. Számára jelentős dolog, hogy nincs egyedül. Azonban míg ő megtanulta az átváltozást irányítása alatt tartani, az intézetben élők nyugtatós kezeléssel élnek együtt, hogy ne változzanak át sosem. Henry helytelennek tartja, hogy a „családja” félelemben él és bezárva, mert saját énjüktől félnek. Csak Erika, a vezető unokahúga hajlik rá, hogy egyetértsen vele. Azonban mikor Henry az intézetvezetővel próbálja megbeszélni ezt, bezárják őt, majd olyan szert juttatnak szervezetébe, mely hatására nem lesz ura önmagának, és a kiszabadításán fáradozó Willre támad. Erika életében először átváltozik, és megküzd Henryvel, majd mindketten visszaváltoznak. Ezáltal az intézetvezető is belátja, hogy az átváltozás irányítható, és a lakók végre saját életüket élhetik az intézet falain kívül.
Teslának közben sikerült újra megjelenítenie a virtuális várost. Az idegen szerkezet feltérképezi testüket, és felfedezve bennük az ősi vér nyomait, eltünteti a várost, kivéve egyetlen épületet. Azonban az egy elektromos túltöltés után hatalmas robbanással fenyegeti életüket. Tesla elektromágneses pajzzsal elrejti kettejüket a szerkezet szkennere elől, így a töltődés megszűnik, és a virtuális város is ismét láthatóvá válik. Az épületeken látható szimbólumok megfejtése után a város helyett a bolygó képe jelentik meg, azonban a Föld belsejét mutatva.

## Fogadtatás
A TV by the Numbers adatai alapján a nézettség az előző epizódhoz képest visszaesett az átlagosnak mondható 1,2 milliós nézőszámra.